# District de Sri Aman
Le district de Sri Aman (malais : Daerah Sri Aman) est un district administratif de l'État malaisien du Sarawak, qui fait partie de la Division de Sri Aman. La capitale du district est dans la ville de Simanggang.

### Liens connexes
- Districts de Malaisie